# アレック・ローリー
アレック・ローリー（Alec Rowley、1892年3月13日 - 1958年1月11日）は、イギリスの作曲家。
ロンドン出身。1908年から王立音楽アカデミーでフレデリック・コーダーにオルガンを師事した。1912年から1932年まで教会のオルガニストを務め、またトリニティ音楽大学で教壇に立った。1933年から1943年までのエドガー・モイとのピアノ・デュオの上演や、アマチュア音楽のための作品で知られていた。
作品にピアノ協奏曲やバレエ「失われた姫」などがある。
| スタブアイコン | サブスタブ | この項目は、まだ閲覧者の調べものの参照としては役立たない、音楽関係者（バンド等）に関連した書きかけの項目です。この項目を加筆・訂正などしてくださる協力者を求めています（P:音楽/PJ:芸能人）。 |

| スタブアイコン | サブスタブ | この項目は、まだ閲覧者の調べものの参照としては役立たない、クラシック音楽に関連した書きかけの項目です。この項目を加筆・訂正などしてくださる協力者を求めています（P:クラシック音楽/PJ:クラシック音楽）。 |